# Kostromska oblast
Kostromska oblast (rusko Костромска́я о́бласть) je oblast v Rusiji v Osrednjem federalnem okrožju. Na severu meji na Vologdsko oblast, na vzhodu na Kirovsko oblast, na jugu na Niženovgorodsko oblast, na zahodu na Ivanovsko oblast in na severozahodu na Jaroslaveljsko oblast. Ustanovljena je bila 13. avgusta 1944.